# Rugby na wózkach na Letnich Igrzyskach Paraolimpijskich 2012
Rugby na wózkach na Letnich Igrzyskach Paraolimpijskich 2012 w Londynie rozgrywane było między 5 – 9 września, w hali Basketball Arena.

## Kwalifikacje
Do igrzysk zakwalifikowało się 8 drużyn. Wszystkie do turnieju mężczyzn.

## Medaliści
| Konkurencja                  | Złoto     | Srebro | Brąz              |
| Turniej mężczyzn (szczegóły) | Australia | Kanada | Stany Zjednoczone |

## Tabela medalowa
| Miejsce | Państwo           | Złoto | Srebro | Brąz | Razem |
| ------- | ----------------- | ----- | ------ | ---- | ----- |
| 1.      | Australia         | 1     | 0      | 0    | 1     |
| 2.      | Kanada            | 0     | 1      | 0    | 1     |
| 3.      | Stany Zjednoczone | 0     | 0      | 1    | 1     |